# 薩尼賽德 (佛羅里達州)
薩尼賽德（英語：Sunnyside）是位於美國佛羅里達州貝縣的一個非建制地區。該地的面積和人口皆未知。

## 地理
薩尼賽德的座標為30°15′02″N 85°56′52″W / 30.25056°N 85.94778°W，而該地的平均海拔高度為10米（即33英尺）。